# Prijestolonasljednikovica
Prijestolonasljednikovica je prijestolonasljednikova supruga, riječ je o najdužoj riječi u hrvatskom jeziku. Ima 24 slova.
Umanjenica
- prijestolonasljednikovičica (26 slova)

Posvojni pridjevski oblik ženski rod
- prijestolonasljednikovičičina (28 slova)

Padež u množini
- prijestolonasljednikovičičinima (31 slova)